# Lista de prêmios e indicações recebidos por John Mayer

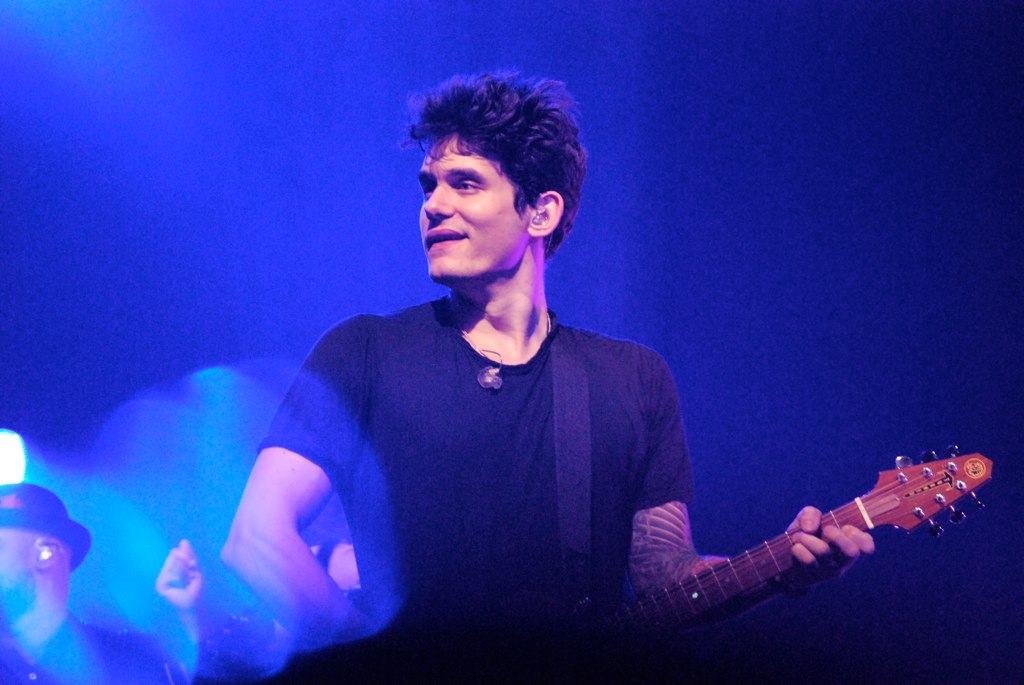
Mayer apresentando-se na State Farm Arena em Atlanta (Março/2010)

Este artigo traz uma lista de prêmios e indicações recebidos pelo músico norte-americano John Mayer.

## Grammy Award
O prêmio Grammy é realizado desde 1958. John Mayer ganhou no total sete Grammys, tendo outras onze indicações, incluindo, Artista Revelação, Álbum do Ano, Música do Ano e Gravação do Ano.
| Ano  | Nomeação                                             | Categoria                                  | Resultado |
| ---- | ---------------------------------------------------- | ------------------------------------------ | --------- |
| 2003 | John Mayer                                           | Artista Revelação                          | Indicação |
| 2003 | "Your Body Is a Wonderland"                          | Melhor Atuação Vocal Pop Masculina         | Venceu    |
| 2005 | "Daughters"                                          | Música do Ano                              | Venceu    |
| 2005 | "Daughters"                                          | Melhor Atuação Vocal Pop Masculina         | Venceu    |
| 2007 | Continuum                                            | Álbum do Ano                               | Indicação |
| 2007 | Continuum                                            | Melhor Álbum Vocal de Pop                  | Venceu    |
| 2007 | Try!                                                 | Melhor Álbum Vocal de Rock                 | Indicação |
| 2007 | “Waiting on the World to Change”                     | Melhor Atuação Vocal Pop Masculina         | Venceu    |
| 2007 | "Route 66"                                           | Melhor Atuação Vocal Solo de Rock          | Indicação |
| 2008 | "Belief"                                             | Melhor Atuação Vocal Pop Masculina         | Indicação |
| 2009 | "Say"                                                | Melhor Atuação Vocal Pop Masculina         | Venceu    |
| 2009 | "Say"                                                | Melhor Canção para Mídias Visuais          | Indicação |
| 2009 | “Gravity”                                            | Melhor Performance Vocal Masculina de Rock | Venceu    |
| 2009 | "Lesson Learned"                                     | Melhor Colaboração Pop com Vocais          | Indicação |
| 2009 | "Where the Light Is: John Mayer Live in Los Angeles" | Melhor Filme Musical                       | Indicação |
| 2011 | Battle Studies                                       | Melhor Álbum Vocal de Pop                  | Indicado  |
| 2011 | "Half of My Heart"                                   | Melhor Performance Vocal Masculina de Pop  | Indicado  |
| 2011 | "Crossroads"                                         | Melhor Performance Vocal Masculina de Rock | Indicado  |

## American Music Awards
| Ano  | Prêmio                            | Categoria                                          | Resultado |
| ---- | --------------------------------- | -------------------------------------------------- | --------- |
| 2003 | 31st Annual American Music Awards | - Favorite Male Artist – Pop or Rock 'n Roll Music | Indicado  |
| 2005 | 33rd Annual American Music Awards | - Favorite Adult Contemporary Artist               | Indicado  |
| 2007 | 35th Annual American Music Awards | - Adult Contemporary Music                         | Indicado  |

## World Music Awards
| Ano  | Categoria                            | Resultado |
| ---- | ------------------------------------ | --------- |
| 2006 | World's Best Pop/Rock Artist         | Indicado  |
| 2005 | World's Best Selling Pop/Rock Artist | Indicado  |

## Boston Music Awards
| Ano  | Categoria                                        | Resultado |
| ---- | ------------------------------------------------ | --------- |
| 2003 | Act of the Year                                  | Venceu    |
| 2003 | Outstanding Male Vocalist                        | Indicado  |
| 2003 | Song of the Year for "Your Body Is a Wonderland" | Indicado  |

## Teen Choice Awards
| Ano  | Categoria                 | Resultado |
| ---- | ------------------------- | --------- |
| 2007 | Choice Music: Male Artist | Indicado  |

## Songwriters Hall of Fame
| Ano  | Categoria       | Resultado |
| ---- | --------------- | --------- |
| 2006 | Starlight Award | Venceu    |

## Radio Music Awards
| Ano  | Categoria                                         | Resultado |
| ---- | ------------------------------------------------- | --------- |
| 2003 | Modern Adult Contemporary Radio                   | Venceu    |
| 2003 | Artist of the Year                                | Indicado  |
| 2003 | Best Hook-Up Song for "Your Body Is a Wonderland" | Indicado  |

## People's Choice Awards, USA
| Ano  | Categoria            | Resultado |
| ---- | -------------------- | --------- |
| 2010 | Favorite Male Artist | Indicado  |
| 2008 | Favorite Male Singer | Indicado  |

## Orville H. Gibson Guitar Awards
| Ano  | Prêmio                 | Categoria                              | Resultado |
| ---- | ---------------------- | -------------------------------------- | --------- |
| 2002 | Les Paul Horizon Award | Most Promising Up and Coming Guitarist | Indicado  |

## MTV Video Music Awards
| Ano  | Categoria                                       | Resultado |
| ---- | ----------------------------------------------- | --------- |
| 2003 | Best Male Video for "Your Body Is A Wonderland" | Indicado  |
| 2002 | Best New Artist in a Video for "No Such Thing"  | Indicado  |

## Groovevolt Music and Fashion Awards
| Ano  | Categoria                                  | Resultado |
| ---- | ------------------------------------------ | --------- |
| 2005 | Best Album - Male for "Heavier Things"     | Indicado  |
| 2005 | Best Song Performance - Male for "Clarity" | Indicado  |

## Danish Music Awards
| Ano  | Categoria       | Resultado |
| ---- | --------------- | --------- |
| 2003 | Best New artist | Indicado  |

## CMT Music Awards
| Ano  | Categoria                                                                                       | Resultado              | Observação |
| ---- | ----------------------------------------------------------------------------------------------- | ---------------------- | ---------- |
| 2011 | CMT Performance of the Year for "Sweet Thing" (from CMT Crossroads: John Mayer and Keith Urban) | empate com Keith Urban |            |

## Outros prêmios e nomeações
| Ano  | Prêmio                                          | Categoria |
| ---- | ----------------------------------------------- | --- |
| 2002 | VH1 Big in 2002 Awards                          | - Can't Get You Out of My Head Award for "No Such Thing" |
| 2002 | Pollstar Concert Industry Awards                | - Best New Artist Tour |
| 2003 | 20th Annual ASCAP Awards                        | - ASCAP Pop Award – "No Such Thing" (shared with Clay Cook) Awarded to songwriters and publishers of the most performed songs in the ASCAP repertory for the award period.                         |
| 2004 | BDS Certified Spin Awards March 2004 recipients | - Reached 100,000 spins for "Why Georgia" |
| 2007 | 23rd Annual TEC Awards                          | - Tour Sound Production (for the Continuum Tour) - Record Production/Single or Track (for production on "Waiting on the World to Change") - Record Production/Album (from production on Continuum) |
| 2007 | Revista Guitar Planet                           | - Top Ten Most Influential Guitarists of the 2000s |